# Cabildo di Montevideo
Il Cabildo di Montevideo (in spagnolo: Cabildo de Montevideo) è uno storico edificio pubblico di Montevideo, capitale dell'Uruguay. Si affaccia su plaza de la Constitución, la piazza principale della città vecchia, di fronte alla Cattedrale metropolitana di Montevideo.

## Storia
Il Cabildo, sede dell'amministrazione civile e delle carceri durante l'epoca del Vicereame del Río de la Plata, fu costruito in stile neoclassico su progetto dell'architetto Tomás Toribio. Per la sua costruzione furono impiegati pietre e mattoni. Con la fine della dominazione coloniale spagnola, il Cabildo cambiò la sua funzione originaria e, nel 1828, con l'indipendenza dell'Uruguay, divenne sede del potere legislativo nazionale. A causa delle dimensioni ridotte dello stabile, nel 1904 fu decretata dal presidente José Batlle y Ordóñez la costruzione del nuovo Palacio Legislativo di Montevideo, terminato nel 1925. Successivamente divenne sede del Consiglio Nazionale d'Amministrazione e del Ministero degli Affari Esteri sino al 1955.
Dal 1958 i suoi locali ospitano il Museo Storico Municipale. Tra il 2012 ed il 2016 l'edificio è stato sottoposto ad un importante restauro che ha restituito al Cabildo il suo aspetto originario.